# 2005年のテレビ (日本)
2005年のテレビでは、2005年のテレビ分野（主に日本）の動向についてまとめる。

## できごと
- NHKの不祥事が発端となった、受信料支払い拒否件数が2005年に入っても増加し続け、7月末の時点で100万件を超える。この事態を受けて様々な改革プランを発表、さらに『プロジェクトX〜挑戦者たち〜』の年内での終了など番組の大幅改編を行なうこととなった。
- ライブドアのニッポン放送株式大量取得を発端とするフジテレビとの対立と和解・提携、楽天のTBS筆頭株主化と経営統合の提案、主要キー局がインターネット経由のビデオ・オン・デマンドサービスを開始するなど、既存放送メディアとインターネットとの間での連携・融合の模索が見られた。
- 巨人戦ナイター中継の視聴率が低迷を続け、民放各局が延長時間短縮や深夜番組へ移行に踏み切る。
- フジテレビ系列の朝の情報番組『めざましテレビ』の中の1コーナー「走れ!めざまし調査隊」でやらせがあり、コーナー打ち切りとなった。
- F1日本グランプリの決勝レースが初めて地上波（フジテレビ系列）で生中継され、視聴率は関東で10.3%を記録した。
- テレビ朝日では、サッカー日本代表戦の中継を多く放映し、その結果プライムタイム帯の視聴率でフジテレビに次いで2位となった。これは1959年（昭和34年）の同局開局以来初のことである。
- 1月15日 - 山形放送（YBC / 日本テレビ系列）の本社・演奏所が山形新聞放送会館に隣接する山形メディアタワーに移転、稼働開始。
- 2月6日 - テレビ朝日の特撮番組『特捜戦隊デカレンジャー』が最終回を迎える。最終回の提供クレジット部で『デカレンジャー』のデカレッドが、翌13日から始まる次作『魔法戦隊マジレンジャー』のマジレッドにバトンタッチする映像が流れた。これ以後『スーパー戦隊シリーズ』最終回提供クレジット部の「新旧レッドによるバトンタッチリレー」は、2025年現在まで続いている。
- 2月27日 - 福岡放送（FBS / 日本テレビ系列）の本社・演奏所が福岡市中央区渡辺通の複合ビル「サンセルコ」から同区清川に移転、3代目の施設として稼働開始。
- 4月4日 - NHK教育テレビの長寿子供番組『おかあさんといっしょ』のたいそうのおにいさんが佐藤弘道から小林よしひさへ12年ぶりに交代。さらに身体表現のおねえさんがタリキヨコからいとうまゆへ6年ぶりに交代[1]。
- 8月27日〜8月28日 - 日本テレビ系にて毎年夏恒例の『24時間テレビ28 「愛は地球を救う」』が行われた。28回目となる今回はメインパーソナリティーを草彅剛と香取慎吾が、総合司会は徳光和夫と西尾由佳理がつとめた。またマラソンランナーには当時弁護士の丸山和也が抜擢され、当時59歳の史上最高齢ランナーと呼ばれながらも見事に放送時間内にゴールした。そして今回のテーマは「生きる」だった。募金額は293,693,400円にまでおよんだ。ちなみにこの日、番組歴代1位の平均19.0%の視聴率を記録した。その後、『行列のできる法律相談所』にレギュラー出演していた関係で、当日の『行列のできる法律相談所』は初めて日本武道館の道場から生放送を行った。レギュラー出演者に加え、ゴール直後の丸山も生出演した。この回の『行列のできる法律相談所』は関東地区で30.8%の視聴率を記録した（2005年に放送された全バラエティ番組の中でトップの記録）。
- 10月1日 - 熊本朝日放送（KAB / テレビ朝日系列）の本社・演奏所が熊本市花畑町（2012年に中央区に編入）の熊本テクノプラザから同市二本木（2012年に西区に編入）の熊本鉄道病院跡地に移転、稼働開始。
- 11月21日 - 1960年に音楽アルバム『黒猫』を発表して作曲家としてデビュー。テレビ作品では東映東京撮影所製作の特撮『ジャイアントロボ』（1967年、NET）や朝日放送製作のクイズ番組『霊感ヤマカン第六感』（1974年 - 1984年、TBS系／NET→テレビ朝日系[注 1]）、『パネルクイズ アタック25』（1975年 - 2021年。2022年よりBSJapanextで『パネルクイズ アタック25 NEXT』として放送）など数々のテレビ番組やテレビドラマの劇伴音楽若しくはテーマ曲を手掛けたことで知られた作曲家・編曲家の山下毅雄がこの日、神奈川県横浜市内の自宅で死去（75歳没）[2]。
- 12月31日
  - 第47回日本レコード大賞放送。大賞は倖田來未の「Butterfly」が受賞。またこの年をもって1969年から続いた大晦日の放送が終了、翌年から12月30日に放送されている。
  - 第56回NHK紅白歌合戦放送。

## 傾向
- この年は1990年代後半以降減少していたコント番組がお笑いブームの影響もあり一時的に復活傾向にあり、『ワンナイR&R』『リチャードホール』『はねるのとびら』『10カラット』『落下女』『ミンナのテレビ』『歌笑HOTヒット10』と各局でコント番組が放送されていた。しかしその後ゴールデンタイム進出を果たした『はねるのトびら』は2006年からコントが激減し、同年に『ワンナイ』は打ち切られ翌年から再びコント番組が激減することとなった。

## ギャラリー

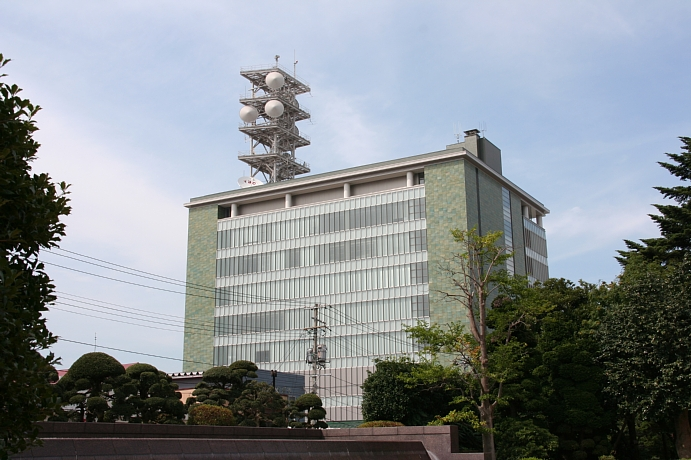
山形放送新社屋（山形メディアタワー）稼働開始（1月15日）
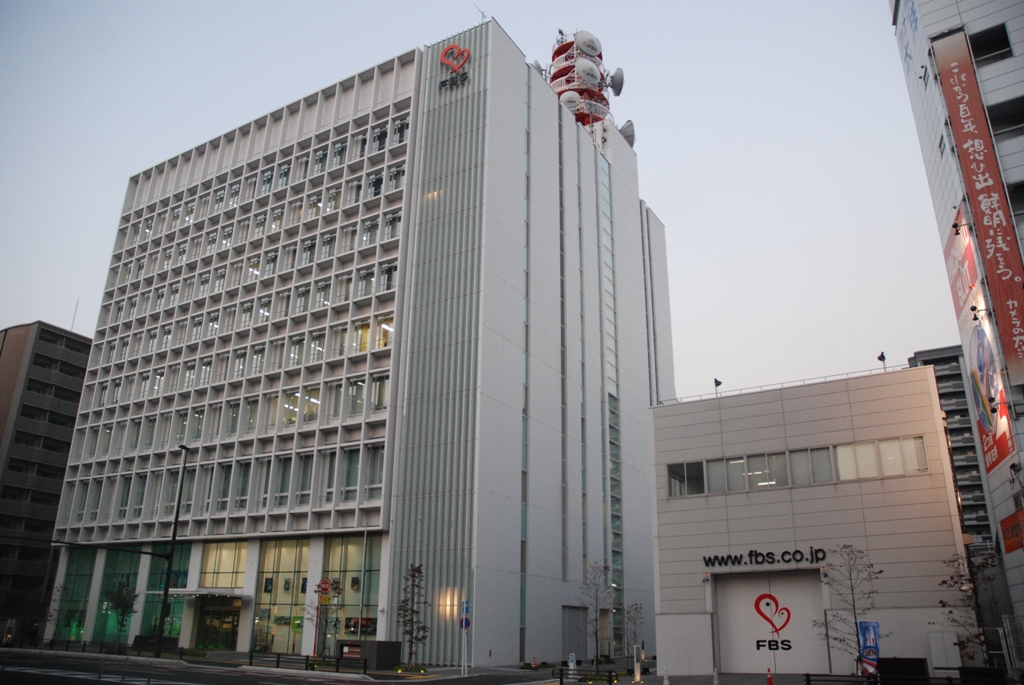
福岡放送新社屋（福岡市中央区清川）稼働開始（2月27日）
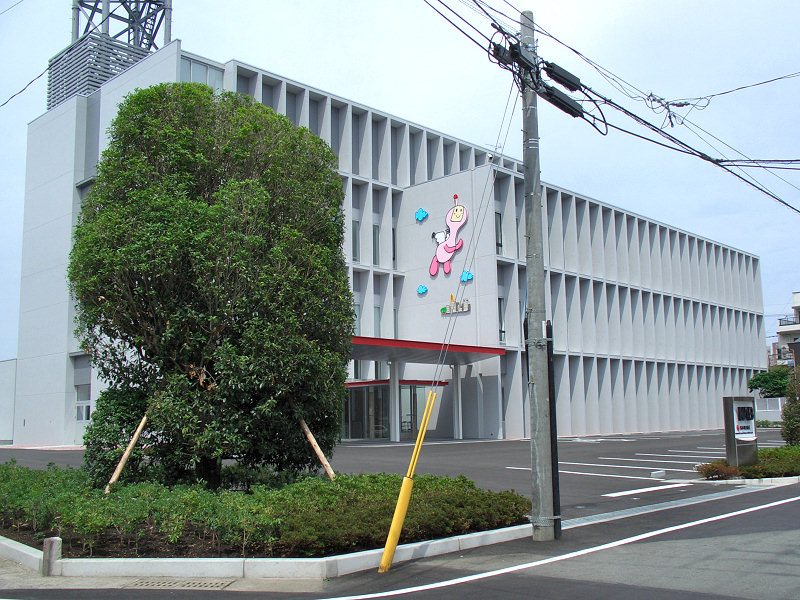
熊本朝日放送新社屋（熊本市二本木（2012年に西区に編入）稼働開始（10月1日）

## 地上デジタル放送開始
- 4月1日
  - 三重県
    - NHK津放送局(総合)
    - 三重テレビ放送

  - 岐阜放送テレビ (これにより、東海地方での全親局が放送開始を完了)
  - 京都府
    - NHK京都放送局(総合)
    - 京都放送テレビ

  - NHK奈良放送局(総合)
  - NHK大津放送局(総合)
- 6月1日
  - 静岡県
    - NHK静岡放送局(総合・教育)
    - 静岡放送テレビ

  - NHK和歌山放送局(総合)
- 11月1日
  - 静岡県(これにより、静岡県での全親局が放送開始を完了(地方初))
    - テレビ静岡(サイマル試験放送開始:10月3日)
    - 静岡朝日テレビ(サイマル試験放送開始:9月12日)
    - 静岡第一テレビ(サイマル試験放送開始:9月1日)
- 12月1日
  - 宮城県
    - NHK仙台放送局(総合・教育)
    - 東北放送
    - 仙台放送
    - 宮城テレビ放送

  - NHK福島放送局(総合・教育)
  - NHK盛岡放送局(総合・教育)
  - NHK青森放送局(総合・教育)
  - NHK秋田放送局(総合・教育)
  - 山形県
    - NHK山形放送局(総合・教育)
    - 山形放送テレビ
    - テレビユー山形

  - テレビ埼玉(サイマルサービス放送開始:11月25日)
  - とちぎテレビ

## 周年

### 番組
| 月 | 周年 | 番組名（放送局） |
| -- | ---- | --- |
| 1  | 35   | NNNドキュメント（日本テレビ / NNN） |
| 1  | 15   | ちびまる子ちゃん（フジテレビ） |
| 2  | 45   | 郷土劇場（沖縄テレビ） |
| 3  | 10   | スタジオパークからこんにちは（NHK総合） 島田紳助がオールスターの皆様に芸能界の厳しさ教えますスペシャル!（読売テレビ） |
| 4  | 35   | RABニュースレーダー（青森放送） |
| 4  | 30   | テレビドクター（読売テレビ） スーパー戦隊シリーズ（テレビ朝日） パネルクイズ アタック25（朝日放送） |
| 4  | 25   | N響アワー（NHK教育） |
| 4  | 20   | ウイークエンド中部（NHK名古屋放送局 / NHK総合） バラエティー生活笑百科（NHK大阪放送局 / NHK総合） さんまのまんま（関西テレビ） |
| 4  | 15   | えいごであそぼ（NHK教育） てれび絵本（NHK教育） おはなしのくに（NHK教育） つくってあそぼ（NHK教育） しぜんとあそぼ（NHK教育） 世にも奇妙な物語（フジテレビ） 痛快!明石家電視台（毎日放送） 朝6生ワイド（札幌テレビ） 報道センターNBC（長崎放送） スパーク オン ウェイヴ（テレビ大分） MBCニューズナウ（南日本放送） |
| 4  | 10   | ためしてガッテン（NHK総合） 生活ほっとモーニング（NHK総合） リッチポップステーション→ハッチポッチステーション（NHKBS2→NHK教育）※11月終了 出没!アド街ック天国（テレビ東京） OH!バンデス（ミヤギテレビ） 上沼恵美子のおしゃべりクッキング（朝日放送） 世界ウルルン滞在記（毎日放送） かぼすタイム（大分放送）         |
| 5  | 15   | ナマ・イキVOICE（鹿児島テレビ） |
| 7  | 15   | 世界まる見え!テレビ特捜部（日本テレビ） |
| 7  | 10   | 快傑えみちゃんねる（関西テレビ） |
| 8  | 10   | 鶴瓶の家族に乾杯（NHK総合） |
| 10 | 45   | 遠くへ行きたい（読売テレビ） |
| 10 | 25   | JNN報道特集（TBS） |
| 10 | 20   | アッコにおまかせ!（TBS） |
| 10 | 10   | ランク王国（TBS） ザ・ノンフィクション（フジテレビ） 夕方ワイド新潟一番（テレビ新潟） おはようコールABC（朝日放送） めんたいワイド（福岡放送） |
| 11 | 30   | やまがた東西南北（山形放送） |
| 11 | 10   | ザ!鉄腕!DASH!!（日本テレビ） |

### 開局・放送開始
| 月 | 周年 | 放送局 |
| -- | ---- | --- |
| 1  | 10   | グリーンチャンネル                                                                                              |
| 2  | 15   | 映画・チャンネルNECO                                                                                            |
| 3  | 45   | 山形放送 |
| 4  | 50   | TBSテレビ |
| 4  | 45   | 秋田放送 |
| 4  | 35   | 山形テレビ、福島中央テレビ、テレビ山梨、山陰中央テレビジョン放送 テレビ山口、テレビ高知、テレビ大分、テレビ宮崎 |
| 4  | 15   | テレビ金沢、長崎文化放送                                                                                        |
| 4  | 10   | 愛媛朝日テレビ                                                                                                  |
| 6  | 45   | 福井放送、琉球放送                                                                                              |
| 7  | 45   | NHK宮崎総合テレビジョン                                                                                         |
| 10 | 45   | 宮崎放送 |
| 10 | 35   | 宮城テレビ放送                                                                                                  |
| 10 | 30   | 東日本放送、テレビ新広島                                                                                        |
| 10 | 25   | テレビ信州 |
| 10 | 20   | テレビせとうち                                                                                                  |
| 10 | 15   | チューリップテレビ                                                                                              |
| 10 | 10   | 琉球朝日放送 |
| 11 | 45   | NHK教育（旭川、福島）                                                                                           |
| 11 | 10   | 東京メトロポリタンテレビジョン                                                                                  |
| 12 | 45   | NHK仙台教育テレビジョン                                                                                         |
| 12 | 35   | 広島ホームテレビ                                                                                                |

## 記念回
- 6月3日 - それいけ!アンパンマン（日本テレビ）800回[4]。
- 9月3日 - COUNT DOWN TV（TBS）600回。

## 視聴率

### ニュース
| 順位 | 視聴率 | 放送日               | 番組名                   | 放送局     |
| ---- | ------ | -------------------- | ------------------------ | ---------- |
| 1    | 35.5%  | 10月19日 20:45-21:00 | 首都圏ニュース845        | NHK        |
| 2    | 27.5%  | 6月8日 21:38-23:10   | 報道ステーション         | テレビ朝日 |
| 3    | 27.3%  | 2月9日 21:33-23:10   | 報道ステーション         | テレビ朝日 |
| 4    | 27.2%  | 10月19日 21:00-21:15 | NHKニュース9             | NHK        |
| 5    | 23.3%  | 1月23日 20:45-21:00  | ニュース・気象情報       | NHK        |
| 6    | 21.9%  | 1月16日 20:45-21:00  | ニュース・気象情報       | NHK        |
| 7    | 21.5%  | 2月13日 20:45-21:00  | ニュース・気象情報       | NHK        |
| 8    | 21.0%  | 1月19日 20:45-21:00  | 首都圏ニュース845        | NHK        |
| 9    | 20.8%  | 1月15日 18:45-19:00  | 首都圏ニュース・気象情報 | NHK        |
| 10   | 20.7%  | 1月15日 19:00-19:30  | NHKニュース7             | NHK        |
| 11   | 20.4%  | 1月30日 20:00-20:45  | ニュース・気象情報       | NHK        |
| 12   | 20.0%  | 1月9日 18:45-19:00   | 首都圏ニュース・気象情報 | NHK        |

### スポーツ
| 順位 | 視聴率 | 放送日               | 番組名                                                            | 放送局     |
| ---- | ------ | -------------------- | ----------------------------------------------------------------- | ---------- |
| 1    | 47.2%  | 2月9日 19:17-21:33   | サッカー・2006FIFAワールドカップTMアジア地区最終予選・日本×北朝鮮 | テレビ朝日 |
| 2    | 33.7%  | 12月25日 19:04-20:54 | 第74回全日本フィギュアスケート選手権女子フリー                    | フジテレビ |
| 3    | 29.9%  | 1月3日 7:00-14:18    | 第81回東京箱根間往復大学駅伝競走・復路                            | 日本テレビ |
| 4    | 27.2%  | 12月24日 19:57-21:24 | 第74回全日本フィギュアスケート選手権女子ショート                  | フジテレビ |
| 5    | 23.7%  | 1月2日 7:00-14:05    | 第81回東京箱根間往復大学駅伝競走・往路                            | 日本テレビ |
| 6    | 23.6%  | 2月9日 19:00-19:17   | サッカー・2006FIFAワールドカップTMアジア地区最終予選直前情報      | テレビ朝日 |
| 7    | 20.0%  | 10月26日 18:00-21:54 | プロ野球日本シリーズ第4戦阪神×ロッテ                              | TBS        |

### ドラマ・映画
| 順位 | 視聴率 | 放送日               | 番組名                                                                                   | 放送局     |
| ---- | ------ | -------------------- | ---------------------------------------------------------------------------------------- | ---------- |
| 1    | 32.5%  | 3月19日 21:00-22:24  | ごくせん                                                                                 | 日本テレビ |
| 2    | 27.1%  | 2月12日 21:00-21:54  | ごくせん                                                                                 | 日本テレビ |
| 3    | 27.0%  | 1月29日 21:00-21:54  | ごくせん                                                                                 | 日本テレビ |
| 4    | 26.9%  | 2月6日 20:00-20:45   | 義経                                                                                     | NHK        |
| 4    | 26.9%  | 1月22日 21:00-21:54  | ごくせん                                                                                 | 日本テレビ |
| 5    | 26.7%  | 10月22日 21:00-23:54 | プレミアムステージ・特別企画 踊る大捜査線 THE MOVIE2 レインボーブリッジを封鎖せよ!完全版 | フジテレビ |
| 6    | 26.6%  | 8月27日 21:15-23:15  | 24時間テレビ28 「愛は地球を救う」スペシャルドラマ小さな運転士 最後の夢                   | 日本テレビ |
| 7    | 26.5%  | 1月15日 21:00-22:24  | ごくせん                                                                                 | 日本テレビ |
| 8    | 25.9%  | 1月23日 20:00-20:45  | 義経                                                                                     | NHK        |
| 6    | 25.5%  | 1月16日 20:00-20:45  | 義経                                                                                     | NHK        |
| 6    | 25.5%  | 9月22日 22:00-23:24  | 電車男                                                                                   | フジテレビ |
| 10   | 24.7%  | 11月13日 21:00-23:24 | 日曜洋画劇場・特別企画TRICK新作スペシャル                                                | テレビ朝日 |
| 11   | 24.2%  | 1月9日 20:00-21:00   | 義経                                                                                     | NHK        |
| 12   | 24.0%  | 2月13日 20:00-20:45  | 義経                                                                                     | NHK        |
| 13   | 23.6%  | 1月30日 20:00-20:45  | 義経                                                                                     | NHK        |
| 14   | 23.5%  | 9月3日 21:00-22:54   | プレミアムステージ 積木くずし真相～あの家族、その後の悲劇～後編                          | フジテレビ |
| 15   | 22.5%  | 7月4日 21:00-22:09   | スローダンス                                                                             | フジテレビ |
| 16   | 22.4%  | 12月16日 22:00-22:54 | 花より男子                                                                               | TBS        |
| 17   | 21.7%  | 12月2日 20:00-23:19  | 金曜特別ロードショー ハリー・ポッターと秘密の部屋                                        | 日本テレビ |
| 18   | 21.6%  | 9月2日 21:00-22:54   | 金曜エンタテイメント 積木くずし～あの家族、その後の悲劇前編                              | フジテレビ |
| 19   | 21.4%  | 1月11日 21:00-22:04  | 救命病棟24時第3シリーズ                                                                  | フジテレビ |
| 20   | 21.1%  | 10月17日 21:00-22:09 | 危険なアネキ                                                                             | フジテレビ |
| 21   | 20.5%  | 12月19日 21:00-22:09 | 危険なアネキ                                                                             | フジテレビ |
| 21   | 20.5%  | 12月20日 21:00-22:09 | 1リットルの涙                                                                            | フジテレビ |
| 22   | 20.3%  | 1月4日 21:00-23:18   | 新春アンコール特別企画・救命病棟24時スペシャル                                           | フジテレビ |
| 22   | 20.3%  | 9月16日 22:00-22:54  | ドラゴン桜                                                                               | TBS        |

### バラエティ・音楽
| 順位 | 視聴率 | 放送日               | 番組名                                                          | 放送局     |
| ---- | ------ | -------------------- | --------------------------------------------------------------- | ---------- |
| 1    | 42.9%  | 12月31日 21:30-23:45 | 第56回NHK紅白歌合戦・第2部                                      | NHK        |
| 2    | 35.4%  | 12月31日 19:20-21:25 | 第56回NHK紅白歌合戦・第1部                                      | NHK        |
| 3    | 30.8%  | 8月28日 21:00-21:54  | 行列のできる法律相談所                                          | 日本テレビ |
| 4    | 30.3%  | 8月28日 19:00-20:54  | 24時間テレビ 「愛は地球を救う」PART10                           | 日本テレビ |
| 5    | 25.3%  | 1月16日 21:00-21:54  | 行列のできる法律相談所                                          | 日本テレビ |
| 6    | 24.8%  | 5月5日 19:57-20:54   | 奇跡体験!アンビリバボー                                         | フジテレビ |
| 7    | 24.2%  | 2月6日 17:30-18:00   | 笑点                                                            | 日本テレビ |
| 7    | 24.2%  | 4月3日 21:55-23:49   | ウリナリ芸能人社交ダンス部大復活!新たなる挑戦スペシャル2005春   | 日本テレビ |
| 7    | 24.2%  | 12月31日 23:45-24:15 | ゆく年くる年                                                    | NHK総合    |
| 8    | 22.8%  | 1月23日 17:30-18:00  | 笑点                                                            | 日本テレビ |
| 9    | 22.5%  | 12月26日 19:00-23:24 | SMAP×SMAP05歴史的瞬間全部見せます!史上最強の4時間半スペシャル!! | フジテレビ |
| 10   | 22.0%  | 1月22日 22:00-22:54  | エンタの神様                                                    | 日本テレビ |
| 11   | 21.9%  | 1月30日 21:00-21:54  | 行列のできる法律相談所                                          | 日本テレビ |
| 12   | 21.4%  | 1月23日 21:00-21:54  | 行列のできる法律相談所                                          | 日本テレビ |
| 13   | 21.3%  | 1月4日 21:00-23:24   | 史上空前!! 笑いの祭典 ザ・ドリームマッチ'05                     | TBS        |
| 14   | 21.2%  | 1月30日 17:30-18:00  | 笑点                                                            | 日本テレビ |
| 15   | 21.1％ | 2月7日 18:55-19:54   | 関口宏の東京フレンドパークII                                    | TBS        |
| 16   | 21.0%  | 4月11日 21:00-23:24  | 笑っていいとも!05春の祭典★SP                                    | フジテレビ |
| 17   | 20.9%  | 1月14日 21:00-21:54  | 中居正広の金曜日のスマたちへ                                    | TBS        |
| 17   | 20.9%  | 2月12日 22:00-22:54  | エンタの神様                                                    | 日本テレビ |
| 18   | 20.4%  | 1月10日 21:00-23:24  | 笑っていいとも!2005★新春祭! 頭と体を使って選手権SP              | フジテレビ |
| 18   | 20.4%  | 1月17日 22:15-23:24  | SMAP×SMAP05ワールド生放送SP                                     | フジテレビ |
| 19   | 20.0%  | 2月13日 17:30-18:00  | 笑点                                                            | 日本テレビ |

### アニメ
| 順位 | 視聴率 | 放送日              | 番組名     | 放送局     |
| ---- | ------ | ------------------- | ---------- | ---------- |
| 1    | 22.5%  | 1月23日 18:30-19:00 | サザエさん | フジテレビ |
| 2    | 22.3%  | 2月13日 18:30-19:00 | サザエさん | フジテレビ |
| 3    | 21.2%  | 1月16日 18:30-19:00 | サザエさん | フジテレビ |
| 4    | 20.5%  | 1月30日 18:30-19:00 | サザエさん | フジテレビ |

## バラエティ・音楽・報道・情報・スポーツ・教養・ドキュメンタリー番組
- 1月3日 - 人気者でいこう!の芸能人格付けチェックが復活。
- 1月7日 - ザ・ジャッジEX→ザ・ジャッジEX〜人生を変えた瞬間〜（フジテレビ）に改題リニューアル。
- 1月9日 - Sunday!スクランブル→サンデー!スクランブル放送開始（テレビ朝日）（ - 2016年3月27日）
- 1月16日 - 平成教育2005予備校→平成教育2006予備校放送開始（フジテレビ）（ - 2006年9月10日）
- 2月8日 - 教えて!ウルトラ実験隊（テレビ東京）のレギュラー放送が終了。
- 2月15日 - カミングダウト（日本テレビ）で、あびる優が、幼少の頃、ある店の倉庫で、ダンボール1箱ごと商品を盗み、その窃盗を繰り返し、店を潰した行為を告白。その後、視聴者から苦情の電話が殺到し、その番組も3月末で打ち切られることになった。あびる優も所属事務所から、謹慎処分を下されるという結末になってしまった。ダウンタウンの松本人志は、雑誌で「タレントを処分に導いた番組」と批判。
- 3月2日 - ぶっちゃけ!99（TBS）のレギュラー放送が終了。
- 3月7日 - ほんとにあった怖い話（フジテレビ）のレギュラー放送が終了。
- 3月13日 - ワールド☆レコーズ（日本テレビ）のレギュラー放送が終了。
- 3月14日 - 突撃!イドバタ7（テレビ東京）のレギュラー放送が終了。
- 3月15日 - 学校へ行こう!（TBS）のレギュラー放送が終了。
- 3月17日
  - 摩訶!ジョーシキの穴（日本テレビ）のレギュラー放送が終了。
  - どっちの料理ショー（読売テレビ）のレギュラー放送が終了。
- 3月18日 - ザ・ジャッジEX〜人生を変えた瞬間〜（フジテレビ）のレギュラー放送が終了。
- 3月19日
  - エンタ!見たもん勝ち（フジテレビ）のレギュラー放送が終了。
  - 億万のココロ・愛しのマネー$伝説（日本テレビ）のレギュラー放送が終了。
  - 8時です!みんなのモンダイ（TBS）のレギュラー放送が終了。
- 3月20日 - ぐっとくるサンデー（NHK教育）の隔週レギュラー放送が終了。
- 3月23日
  - 速報!歌の大辞テン（日本テレビ）のレギュラー放送が終了。
  - Matthew's Best Hit TV（テレビ朝日）のレギュラー放送が終了。
- 3月25日
  - ウォッチ!（TBS）のレギュラー放送が終了。
  - ニュースフロント（TBS）のレギュラー放送が終了。
  - ㊕情報とってもインサイト（TBS）のレギュラー放送が終了。
  - お昼ですよ!愛・地球博放送開始（NHK総合）
  - ジャスト（TBS）のレギュラー放送が終了。
  - JNNニュースの森（TBS）のレギュラー放送が終了。
  - あなたも挑戦!ことばゲーム（NHK総合）のレギュラー放送が終了[5]。
  - アリゾナの魔法（日本テレビ）のレギュラー放送が終了。
  - 木梨ガイド・週末の達人（フジテレビ）のレギュラー放送が終了。
- 3月26日
  - ポンキッキーズ21（フジテレビ）のレギュラー放送が終了。
  - ウェークアップ!（読売テレビ）のレギュラー放送が終了。
  - いつでも笑みを!（関西テレビ）のレギュラー放送が終了。
  - 冒険!CHEERS!!（日本テレビ）のレギュラー放送が終了。
  - 未来MODEL（テレビ東京）のレギュラー放送が終了。
  - グータン〜自分探しバラエティ〜（関西テレビ）のレギュラー放送が終了。
  - 僕らの音楽 Our Music（フジテレビ）のレギュラー放送が終了。
- 3月27日
  - 儲かりマンデー!!（TBS）のレギュラー放送が終了。
  - ギャグコロスタジオ（テレビ東京）のレギュラー放送が終了。
  - おそく起きた昼は…（フジテレビ）のレギュラー放送が終了。
  - ロンブー龍（日本テレビ）のレギュラー放送が終了。
  - JNNニュースの森・週末版（TBS）のレギュラー放送が終了。
  - おしゃれカンケイ（日本テレビ）のレギュラー放送が終了。
- 3月28日
  - みのもんたの朝ズバッ!放送開始（TBS）（ - 2014年3月28日）
  - きょう発プラス!放送開始（TBS）（ - 2006年9月29日）
  - イブニング・ファイブ放送開始（TBS）（ - 2009年3月27日）
  - きよしとこの夜放送開始（NHK総合）（ - 2009年3月12日）
- 3月29日
  - 世界ふれあい街歩き放送開始（NHK BShi→NHK BSプレミアム）
  - ドラゴン&ボールアワー（TBS）のレギュラー放送が終了。
  - 裏ジャニ（テレビ東京）のレギュラー放送が終了。
- 3月30日
  - やりにげコージー（テレビ東京）のレギュラー放送が終了。
  - NHK人間講座（NHK教育）のレギュラー放送が終了。
  - 不幸の法則（日本テレビ）のレギュラー放送が終了。
  - 爆笑おすピー大問題!!（フジテレビ）のレギュラー放送が終了。
  - 天才!トコロ店（TBS）のレギュラー放送が終了。
- 3月31日
  - 汐留スタイル!（日本テレビ）のレギュラー放送が終了。
  - スパスパ人間学!（TBS）のレギュラー放送が終了。
  - アフリカのツメ（読売テレビ）のレギュラー放送が終了。
- 4月1日
  - F2-X（フジテレビ）のレギュラー放送が終了。
  - ゼベック・オンライン（TOKYO MX）のレギュラー放送が終了。
  - プリティガレッジ放送開始（日本テレビ）
  - 僕らの音楽 Our Music 2（フジテレビ）に改題リニューアル。（ - 2006年3月31日）
- 4月2日
  - ポンキッキーズ（フジテレビ）に改題リニューアル。（ - 2006年3月25日）
  - ウェークアップ!ぷらす（読売テレビ）に改題リニューアル。（ - 2021年2月27日）
  - ベリーベリーサタデー!放送開始（関西テレビ）（ - 2007年3月31日）
  - ニャンちゅうといっしょ（NHK教育）のレギュラー放送が終了。
  - JNNイブニング・ニュース・週末版放送開始（TBS）（ - 2009年3月29日）
  - 〜空色グラフィティ〜君に会いたくて放送開始（テレビ東京）
  - ドドドドTV放送開始（静岡朝日テレビ）（ - 2006年3月25日）
- 4月3日
  - やりすぎコージー（テレビ東京）に改題リニューアル。（ - 2011年9月14日）
  - はやく起きた朝は…（フジテレビ）に改題リニューアル。
  - がっちりマンデー!!（TBS）に改題リニューアル。
  - おすピー&ロンブーの起きなさいよッ!!放送開始（フジテレビ）（ - 2006年9月24日）
  - 海筋肉王 〜バイキング〜放送開始（フジテレビ）（ - 2007年3月25日）
  - ロンQ!ハイランド放送開始（日本テレビ）（ - 2008年9月28日）
  - 夢りんりん丸（NHK教育）の隔週レギュラー放送が終了。
  - 熱唱オンエアバトル放送開始（NHK総合）（ - 2006年3月24日）
  - BODY放送開始（TBS）（ - 2006年6月25日）
- 4月4日
  - F2スマイル放送開始（フジテレビ）
  - クリック!放送開始（日本テレビ）
  - 5時に夢中!放送開始（TOKYO MX）
  - 徳光&コロッケの“名曲の時間です”放送開始（テレビ東京）（ - 2006年9月30日）
  - 国分太一・美輪明宏・江原啓之のオーラの泉放送開始（テレビ朝日）（ - 2009年3月14日）
- 4月5日
  - ハナタカ天狗放送開始（TBS）
  - 不幸の法則 -赤い女 黒い女-（日本テレビ）に改題リニューアル。
  - ∞のギモン放送開始（テレビ東京）
  - 草野☆キッド放送開始（テレビ朝日）（ - 2009年9月29日）
  - 全力坂放送開始（テレビ朝日）
- 4月6日
  - バース・デイ放送開始（TBS）
  - 芸能人専用タクシー し〜たく放送開始（テレビ東京）
  - Matthew's Best Hit TV+（テレビ朝日）に改題リニューアル。
  - (秘)ひらめ筋放送開始（日本テレビ）
  - あざーっす!放送開始（TBS）
  - 三竹占い放送開始（テレビ朝日）（ - 2006年9月28日）
  - くりぃむしちゅーのたりらリラ〜ン放送開始（日本テレビ）（ - 2006年3月29日）
- 4月7日
  - 探検ロマン世界遺産放送開始（NHK総合）（ - 2009年3月28日）
  - ビーバップ!ハイヒール放送開始（朝日放送）（ - 2020年3月26日）
  - 抱きしめたいっ!放送開始（読売テレビ）（ - 2006年3月30日）
- 4月8日
  - 所萬遊記（TBS）に改題リニューアル・枠移動。（ - 2006年9月29日）
  - 鶴瓶の家族に乾杯レギュラー放送開始（NHK総合）
  - 怒りオヤジ〜愛の説教対局〜放送開始（テレビ東京）
- 4月9日
  - おかあさんといっしょ あそびだいすき!放送開始（NHK教育）（ - 2008年3月29日）
  - ブログタイプ放送開始（フジテレビ）
- 4月10日
  - 笑撃60!放送開始（TBS）
  - ニャンちゅうワールド放送局（NHK教育→NHK Eテレ）に改題リニューアル。（ - 2018年4月1日）
  - おしゃれイズム（日本テレビ）に改題リニューアル。（ - 2021年9月26日）
- 4月11日 - 月10万円で豊かに暮らせる町&村放送開始（テレビ東京）（ - 2006年3月20日）
- 4月13日
  - 爆笑問題☆伝説の天才放送開始（フジテレビ）
  - ミンナのテレビ放送開始（日本テレビ）
  - 空飛ぶグータン〜自分探しバラエティ〜（関西テレビ）に改題リニューアル。（ - 2006年3月22日）
  - 上海ルーキーSHOW放送開始（フジテレビ）
- 4月14日
  - 情報ドラマチック もくげき!放送開始（TBS）
  - 新どっちの料理ショー（読売テレビ）に改題リニューアル。（ - 2006年9月14日）
- 4月16日
  - たべごろマンマ!放送開始（日本テレビ）（ - 2008年3月29日）
  - 島田検定!! 国民的潜在能力テスト放送開始（TBS）
- 4月17日 - A（日本テレビ）で久米宏がテレビ復帰するが、視聴率低迷が続き6月26日に第11回の放送で番組打ち切り。
- 4月18日 - ネプリーグ（フジテレビ）がゴールデンタイムに進出。
- 4月19日
  - 学校へ行こう!MAX（TBS）に改題リニューアル。（ - 2008年9月2日）
  - 〜主婦への新・生活提案〜素敵にカリスマダム。放送開始（テレビ東京）
- 4月23日 - 世界!超マネー研究所放送開始（日本テレビ）
- 4月28日 - 金のA様×銀のA様放送開始（日本テレビ）（ - 2006年6月22日）
- 4月29日 - Dのゲキジョー 〜運命のジャッジ〜放送開始（フジテレビ）（ - 2007年9月21日）
- 6月14日 - 〜主婦への新・生活提案〜素敵にカリスマダム。（テレビ東京）のレギュラー放送が終了。
- 6月24日 - 怒りオヤジ〜愛の説教対局〜（テレビ東京）のレギュラー放送が終了。
- 7月1日 - 快適!ズバリ（テレビ朝日）のレギュラー放送が終了。
- 7月8日 - 失恋保険〜女の安心保障〜放送開始（テレビ東京）
- 7月12日 - 幸せ!一週間の食卓&仲間たち放送開始（テレビ東京）
- 7月23日 - 24日 - FNS ALLSTARS あっつい25時間テレビやっぱ楽しくなければテレビじゃないもん!（およびリアルタイムドラマ、THE WAVE!）放送、同番組内でTBSとフジテレビの同時生中継放送が実現（TBS側はアッコにおまかせ!）。
- 8月27日 - 28日 - 24時間テレビ28「愛は地球を救う」が放送、同番組内で日本テレビとテレビ朝日（SMAPの香取慎吾の番組SmaSTATION-4。ゲストは福澤朗。）の同時生中継放送が実現。募金総額も10年ぶりに10億円を突破した。
- 9月1日 - 情報ドラマチック もくげき!（TBS）のレギュラー放送が終了。
- 9月3日 - リチャードホール（フジテレビ）のレギュラー放送が終了。
- 9月12日 - スーパーテレビ情報最前線（日本テレビ）のレギュラー放送が終了。
- 9月13日 - 幸せ!一週間の食卓&仲間たち（テレビ東京）のレギュラー放送が終了。
- 9月14日 - 爆笑問題☆伝説の天才（フジテレビ）のレギュラー放送が終了。
- 9月16日 - 所さん&おすぎの偉大なるトホホ人物伝（テレビ東京）のレギュラー放送が終了。
- 9月17日 - 世界!超マネー研究所（日本テレビ）のレギュラー放送が終了。
- 9月18日
  - 情報ライブ EZ!TV（フジテレビ）のレギュラー放送が終了。
  - ぼくらの時代（仙台放送）のレギュラー放送が終了。
- 9月19日 - TBSテレビ放送50周年を記念して、大型バラエティー番組DOORSが放送された。
- 9月20日 - 不幸の法則 -赤い女 黒い女-（日本テレビ）のレギュラー放送が終了。
- 9月21日 - 上海ルーキーSHOW（フジテレビ）のレギュラー放送が終了。
- 9月23日
  - 芸能人格付けチェックが再復活。
  - お昼ですよ!愛・地球博（NHK総合）のレギュラー放送が終了。
  - 失恋保険〜女の安心保障〜（テレビ東京）のレギュラー放送が終了。
- 9月24日
  - WAKU★WAKU（中京テレビ）のレギュラー放送が終了。
  - 〜空色グラフィティ〜君に会いたくて（テレビ東京）のレギュラー放送が終了。
  - SmaSTATION-4（テレビ朝日）のレギュラー放送が終了。
  - ブログタイプ（フジテレビ）のレギュラー放送が終了。
- 9月25日
  - @サプリッ!（日本テレビ）のレギュラー放送が終了。
  - 全国一斉○○テスト（テレビ朝日）のレギュラー放送が終了。
  - ミューズの楽譜 My Song, My Life（テレビ東京）のレギュラー放送が終了。
- 9月26日 - 内村プロデュース（テレビ朝日）のレギュラー放送が終了。
- 9月27日
  - キティズパラダイスFresh（テレビ東京）のレギュラー放送が終了。
  - ハナタカ天狗（TBS）のレギュラー放送が終了。
  - ∞のギモン（テレビ東京）のレギュラー放送が終了。
- 9月28日
  - ミンナのテレビ（日本テレビ）のレギュラー放送が終了。
  - 芸能人専用タクシー し〜たく（テレビ東京）のレギュラー放送が終了。
  - 志村通（フジテレビ）のレギュラー放送が終了。
  - (秘)ひらめ筋（日本テレビ）のレギュラー放送が終了。
  - あざーっす!（TBS）のレギュラー放送が終了。
- 9月29日
  - クリック!（日本テレビ）のレギュラー放送が終了。
  - オオカミ少年（TBS）のレギュラー放送が終了。
- 9月30日
  - お昼ですよ!ふれあいホール（NHK総合）のレギュラー放送が終了。
  - F2スマイル（フジテレビ）のレギュラー放送が終了。
  - プリティガレッジ（日本テレビ）のレギュラー放送が終了。
  - SPORTS MAX（日本テレビ）のレギュラー放送が終了。
  - りえむら（関西テレビ）のレギュラー放送が終了。
- 10月2日
  - ミラクル☆シェイプ放送開始（日本テレビ）（ - 2007年9月30日）
  - アッコにおまかせ!（TBS）が20周年を迎え、中国の上海から中継を行う。
  - テレつく!放送開始（日本テレビ）（ - 2006年2月19日）
  - 笑撃60!（TBS）のレギュラー放送が終了。
  - TBSテレビ放送50周年を記念して、大型特別番組中居正広のテレビ50年名番組だョ!全員集合笑った泣いた感動したあのシーンをもう一度夢の総決算スペシャルが生放送された。
  - ソロモンの王宮（テレビ東京）のレギュラー放送が終了。
  - 週刊人物ライブ スタ☆メン→スタ☆メン放送開始（フジテレビ）（ - 2007年3月25日）
- 10月3日
  - 関西ローカルの情報生番組、なるトモ!（読売テレビ）が日本テレビ、中京テレビ他でもネット開始。しかし、関西で好調である一方で、関東地区では放送初日から低視聴率でスタートし、その後も低迷が続いて関東地区では2006年3月31日で打ち切りになり、撤退となった。
  - ラジかる!!放送開始（日本テレビ）（ - 2006年3月30日）
  - 生中継 ふるさと一番!放送開始（NHK総合）（ - 2011年3月10日）
  - スポんちゅ放送開始（日本テレビ）（ - 2006年9月28日）
  - マチャミナイト ガチンコ視聴率バトル 私がPだ!放送開始（テレビ朝日）（ - 2006年9月25日）
  - クイズ発見バラエティー イッテQ!放送開始（日本テレビ）（ - 2006年3月27日）
- 10月4日
  - キティズパラダイスPLUS（テレビ東京）に改題リニューアル。（ - 2008年9月30日）
  - ネプベガス放送開始（TBS）（ - 2006年9月26日）
  - 落下女放送開始（日本テレビ）（ - 2006年3月28日）
  - スカ☆J放送開始（テレビ東京）（ - 2007年3月27日）
- 10月5日
  - 全員正解あたりまえ!クイズ放送開始（TBS）（ - 2006年2月8日）
  - アイチテル!放送開始（TBS）（ - 2007年9月26日）
- 10月6日
  - 新・今夜もドル箱（テレビ東京）のレギュラー放送が終了。
  - ザ・チーター放送開始（TBS）（ - 2006年8月30日）
- 10月7日
  - 金曜バラエティー放送開始（NHK総合）（ - 2012年3月30日）
  - ミュージックステーション（テレビ朝日）が20年目に突入。
  - ガガガガガレッジセール放送開始（日本テレビ）（ - 2006年3月31日）
  - 大スポんちゅ【金曜版】→スポんちゅ放送開始（日本テレビ）（ - 2006年9月29日）
  - 南海パラダイス!→南パラZ!放送開始（関西テレビ）（ - 2009年3月27日）
- 10月8日
  - 爆笑問題の検索ちゃん放送開始（テレビ朝日）（ - 2009年9月26日）
  - ゴッドタン 〜The God Tongue 神の舌〜第1期・放送開始（テレビ東京）
  - SmaSTATION-5（テレビ朝日）に改題リニューアル。（ - 2006年9月23日）
  - ヴァケスケ放送開始（フジテレビ）（ - 2006年3月11日）
  - 世の中どこ見てんのよ!?ジャリバラ!放送開始（フジテレビ）（ - 2006年3月11日）
- 10月11日
  - 三宅式こくごドリル放送開始（テレビ東京）（ - 2006年3月14日）
  - タモリのジャポニカロゴス放送開始（フジテレビ）（ - 2008年9月9日）
- 10月12日
  - クイズ!ヘキサゴン（フジテレビ）のレギュラー放送が終了。
  - あなた説明できますか?放送開始（毎日放送・TBS系）（ - 2006年6月21日）
  - 志村けんのだいじょうぶだぁII放送開始（フジテレビ）（ - 2008年3月26日）
- 10月13日
  - クイズ!日本語王放送開始（TBS）（ - 2006年9月14日）
  - 怒りオヤジ3（テレビ東京）レギュラー放送再開・改題リニューアル。（ - 2009年3月26日）
- 10月14日 - 16日 水曜どうでしょう（北海道テレビ）のイベントを真駒内公園で実施。
- 10月15日
  - ひらめ筋GOLD（日本テレビ）に改題リニューアル、さらにゴールデンタイムに進出。（ - 2006年3月11日）
  - 情熱エンジン放送開始（仙台放送）（ - 2011年2月19日）
- 10月16日
  - 歌笑HOTヒット10→ウタワラ放送開始（日本テレビ）（ - 2007年1月28日）
  - ソロモン流放送開始（テレビ東京）（ - 2014年9月28日）
- 10月17日 - アンテナ22放送開始（日本テレビ）（ - 2006年9月11日）
- 10月18日
  - Matthew's Best Hit TV+（テレビ朝日）がゴールデンタイムに進出。（ - 2006年3月14日）
  - リンカーン放送開始（TBS）（ - 2013年9月10日）
- 10月19日
  - クイズ!ヘキサゴンII（フジテレビ）に改題リニューアル。（ - 2011年9月28日）
  - はねるのトびら（フジテレビ）がゴールデンタイムに進出。（ - 2012年9月26日）
  - サルヂエ（中京テレビ・日本テレビ系）がゴールデンタイムに進出。（ - 2007年1月31日）
  - 魁!音楽番付→魁!音楽番付〜Vegas〜→魁!音楽番付〜Jet〜→魁!音楽番付 Eight放送開始（フジテレビ）（ - 2015年3月18日）
- 10月21日 - 所さんの学校では教えてくれないそこんトコロ!放送開始（テレビ東京）
- 10月22日 - 島田検定!! 国民的潜在能力テスト→島田検定SUPER!!（TBS）に改題リニューアル。（ - 2006年2月25日）
- 10月26日 - お笑いLIVE10!放送開始（TBS）（ - 2006年2月8日）
- 11月1日 - リッチポップステーション→ハッチポッチステーション（NHKBS2→NHK教育）のレギュラー放送が終了。
- 12月23日 - 2時ワクッ!（関西テレビ）のレギュラー放送が終了。
- 12月24日 - ゴッドタン 〜The God Tongue 神の舌〜（テレビ東京）の第1期・レギュラー放送が終了。
- 12月28日 - プロジェクトX〜挑戦者たち〜（NHK総合）のレギュラー放送が終了。

## 単発特別番組枠

### 終了番組
- 3月30日 - 女と愛とミステリー（テレビ東京）
- 9月27日 - 火曜サスペンス劇場（日本テレビ）
- 9月28日 - 水曜プレミア（TBS）
- 12月30日 - スーパーフライデー（TBS）

### 開始番組
- 4月20日 - 水曜ミステリー9（テレビ東京）（ - 2009年3月4日）
- 11月1日 - DRAMA COMPLEX -ドラマ・コンプレックス-（日本テレビ）（ - 2006年10月17日）

### 期間限定番組
- 3月9日 - 9月28日、水曜特番（TBS）
- 10月19日 - 12月7日 水曜どうでしょう「激闘!西表島」（北海道テレビ）

## テレビドラマ

### NHKの主なテレビドラマ
- 大河ドラマ - 義経
- 連続テレビ小説
上半期（4月 - 9月） - ファイト
下半期（10月 - 2006年3月） - 風のハルカ
- ハルとナツ 届かなかった手紙
- 海外ドラマ - 宮廷女官チャングムの誓い

### 日本テレビ系列の主なテレビドラマ
- ごくせん - 仲間由紀恵の演じる高校教師・山口久美子の活躍を描いた学園ドラマの第2シリーズ。全話平均視聴率が28.0%をマーク。最高視聴率は最終回（3月19日放送、関東地区）の32.5%。10月8日には同窓会開催。
- 女王の教室 - 天海祐希演じる破天荒な小学校教師・阿久津真矢と、志田未来演じる神田和美を中心とする児童の活躍を描いたドラマ。最終回の平均視聴率は25.3%、瞬間視聴率は31.2%を記録（関東地区）。
- 火曜サスペンス劇場 - 1981年にスタートした、「土曜ワイド劇場」（テレビ朝日）と共に2時間ドラマの老舗として長年親しまれた単発のドラマ枠。近年は視聴率の低迷が続き、9月末で24年の歴史に幕を下ろす。後枠は「DRAMA COMPLEX」として、ジャンルを問わない単発2時間ドラマを放送、「火サス」で好評だったシリーズも一部継続。
  1. 火垂るの墓 - 野坂昭如の小説が原作で、アニメ映画で大ヒットした作品を実写化。太平洋戦争末期の神戸を舞台に、幼い兄妹の生きる姿を描いた。主演は松嶋菜々子。
  2. 日本のシンドラー杉原千畝物語 六千人の命のビザ（読売テレビ） - 10月11日21時に放送されたスペシャルドラマ。杉原千畝のリトアニア国内の6千人のユダヤ人を救った実話をドラマ化。杉原千畝役は反町隆史、その妻・幸子役は飯島直子を演じた。
- 野ブタ。をプロデュース - 白岩玄作の小説のテレビドラマ化。亀梨和也と山下智久がドラマの役名でユニット修二と彰を結成し、ミリオンセラーを記録するヒットとなった。

### フジテレビの主なテレビドラマ
- 救命病棟24時 - 第3シリーズ。阪神・淡路大震災から10年ということから、「もし都心に今大地震が発生したら」という主題の元、救急救命の現場を描く。
- エンジン - 木村拓哉と小雪が主演のドラマ。
- 恋におちたら〜僕の成功の秘密〜 - 「ヒルズ族」「新興IT企業」を舞台にした、草彅剛が主演のドラマ。
- がんばっていきまっしょい（関西テレビ） - 映画にもなった敷村良子原作の小説を初めてテレビドラマ化。四国・松山市の高校を舞台に、女子ボート部の奮闘を描いた青春ドラマ。関西テレビが全国ネットの連続ドラマとしては26年ぶりに自社制作した。
- 電車男 - インターネット掲示板2ちゃんねるから生まれたラブストーリーのドラマ化、毎回高視聴率を記録し、最終回の平均視聴率が25.5%を記録（関東地区、全話の平均が21%）。
また、ドラマ化によってAA（アスキーアート）が一般層にさらに浸透した。（例：ｷﾀ━━━(ﾟ∀ﾟ)━━━ !!）
- 鬼嫁日記（関西テレビ） - 本にもなったブログをドラマ化、「電車男」に続くネットからのドラマ化や、同局のドラマ「アットホーム・ダッド」とのコラボレーションで話題に。
- 1リットルの涙 - 難病と闘いながら25歳で夭折した木藤亜也の日記を元にした100万冊のベストセラーとなった書籍をドラマ化。沢尻エリカが難病と闘う少女を演じた。
- 飛鳥へ、そしてまだ見ぬ子へ - 稲垣吾郎が主演のドラマ。医師・井村和清の人生をドラマ化。
- 女の一代記 - 3夜連続放送のスペシャルドラマ、瀬戸内寂聴（宮沢りえ）、 杉村春子（米倉涼子）、越路吹雪（天海祐希）の3人の女性の生きざまを描く。
- 逃亡者 木島丈一郎 - 踊る大捜査線シリーズのスピンオフ作品。ある事件が契機となり逃げ回る羽目になる刑事を寺島進が演じた。
- 積木くずし真相 〜あの家族、その後の悲劇〜 - 非行に走る娘と両親の戦いの日々を描き、積木くずしの大ブームによる娘の逮捕、両親の離婚、母の自殺、そして娘の死を描いた。
- 危険なアネキ - 研修医を振り回し困惑させる破天荒な姉を伊東美咲が演じた。離婚弁護士とのコラボレーションも。
- 大奥〜華の乱〜 - 人気シリーズの最新作、徳川綱吉の時代を描く。

### TBS系列の主なテレビドラマ
- タイガー&ドラゴン - 1月にスペシャルドラマ、4-6月に連続ドラマとして放送され、落語ブームも起こった。宮藤官九郎の脚本代表作品の1つ。
- ドラゴン桜 - 同名の東大受験漫画のドラマ化。阿部寛の演じる弁護士・桜木建二の型破りなキャラクターが話題になる。最終回の平均視聴率は20.3%（関東地区）。
- 花より男子 - 日本では映画・アニメに、台湾ではドラマになった、神尾葉子の少女漫画作品の国内初ドラマ化。井上真央と松本潤が出演した。
- 赤いシリーズ - 開局50周年企画として、赤いシリーズのうち「赤い疑惑（主演:石原さとみ）」「赤い運命（主演:綾瀬はるか）」「赤い衝撃（主演:深田恭子）」の3作品のリメイク版を制作、放送。

### テレビ朝日系列の主なテレビドラマ
- 特命係長 只野仁 - 高橋克典の演じるスーパーサラリーマン・只野仁の奮闘ぶりを描いた人気ドラマの2ndシーズン。深夜枠にも関わらず高視聴率をマーク。
- 雨と夢のあとに - 金曜ナイトドラマ枠。柳美里原作のファンタジーホラー小説のドラマ化。親子役の沢村一樹と黒川智花、隣の住人役の木村多江の3人を中心に物語は展開していく。平均視聴率は9.8%。柳美里が作詞し、奥田美和子が歌った同名曲の主題歌もヒットした。
- アタックNo.1 - 「エースをねらえ!」に続いて上戸彩の主演で、昭和40年代の"スポ根アニメ"を実写化したドラマ。バレーボールに賭ける女子高校生の奮闘を描いた。
- はぐれ刑事純情派ファイナル（第18シリーズ） - 藤田まことの演じる警視庁山手中央署のベテラン刑事・安浦吉之助の活躍を描いた人情味溢れる刑事ドラマのシリーズが、6月末で17年の歴史に幕を下ろした。その後、復活を望むファンの声がテレビ朝日に多数寄せられ、12月21日に一回限りのスペシャル版が放映された。
- 刑事部屋〜六本木おかしな捜査班〜 -
- 相棒Season4 -
- 祇園囃子 - 倉本聰の脚本と渡哲也らの豪華出演者で初夏の京都・祇園祭を背景に描いた巨編。視聴率も前年の弟 (テレビドラマ)同様20%を超えた。
- 熟年離婚 - 木曜ドラマ枠。渡哲也と松坂慶子が演じる夫婦が突然、婚姻関係を解消してしまおうとするというドラマ。中高年を中心に人気を集め、同枠では6年ぶりの視聴率20%超えを記録した。
- TRICK新作スペシャル - 仲間由紀恵主演の人気ドラマトリックのスペシャル編。またこの放送終了直後、来夏の新作映画の宣伝をしていた。

### テレビ東京系列の主なテレビドラマ
- 嬢王 - 集英社のビジネスジャンプで連載されている漫画のドラマ化。人気AV女優、蒼井そらがレギュラー出演し話題に。

## テレビアニメ
- 1月5日 - 6月29日 - 魔法先生ネギま!（テレビ東京）放送。主題歌のCDが音楽業界に旋風を巻き起こす。
- 1月9日 - 12月31日 - トランスフォーマー ギャラクシーフォース（テレビ愛知・テレビ東京）放送開始。『超ロボット生命体トランスフォーマー マイクロン伝説』と『トランスフォーマー スーパーリンク』に続くマイクロン三部作の最終作[注 9]。
- 2月6日 - ふたりはプリキュア Max Heart（ABC・テレビ朝日）放送開始。女児に人気の前作の続編で、映画もヒット。
- 3月4日 - テレビ朝日で放送されている『ドラえもん』の1時間スペシャル・『ドラえもん オールキャラ夢の大集合スペシャル!!』の収録がAPU MEGURO STUDIOで行われて大山のぶ代（ドラえもん）、小原乃梨子（のび太）、野村道子（しずか）、肝付兼太（スネ夫）、たてかべ和也（ジャイアン）主要キャスト、よこざわけい子（ドラミ）、佐久間レイ（ミニドラ）、白川澄子（出木杉）、千々松幸子（ママ）、中庸助（パパ）、松原雅子（しずかのママ）、横尾まり（スネ夫のママ）、青木和代（ジャイアンのママ）、田中亮一（先生）、渡部猛（神成）、太田淑子（セワシ）サブキャストの最終収録となった。終了後、テレビ朝日より感謝状が贈られた。
- 3月12日 - テレビ朝日で放送されている『ドラえもん』の新声優陣が発表された。ドラえもん役に水田わさび、のび太役に大原めぐみ、しずか役にかかずゆみ、スネ夫役に関智一、ジャイアン役に木村昴。水田の最初の一声は愛・地球博の映像[6][7][8]－。
- 3月18日 - テレビ朝日でドラえもん役の大山のぶ代、芝山努監督スタッフ陣の最終作・『ドラえもん オールキャラ夢の大集合スペシャル!!』が放送され、また同日、翌週に放送される『ドラえもん のび太のワンニャン時空伝』の解説アフレコが大山ら5人の最終アフレコとなった。
- 4月3日 - 『サザエさん』（フジテレビ）、磯野ワカメ役が野村道子から津村まことに交代。
- 4月5日 - 9月27日 - 攻殻機動隊 S.A.C. 2nd GIG（日本テレビ）が地上波で放送。『攻殻機動隊 STAND ALONE COMPLEX』の続編。
- 4月9日 - 10月15日 - ツバサ・クロニクル（NHK教育）放送。8月には同作品とストーリーがリンクしている『xxxHOLiC』とともにアニメーション映画化もされた。
- 4月15日 - テレビ朝日で放送されている『ドラえもん』が放送開始26年を機に楠葉宏三監督ら新スタッフ、ドラえもん役に水田わさびを迎え絵柄も変更しハイビジョン化。1時間スペシャルでリニューアルスタート。サブキャストからまずママ役に三石琴乃、パパ役に松本保典、しずかのママ役に折笠愛と決定し、翌4月22日放送分で先生役に高木渉、4月29日放送分でジャイアンのママ役にピンクの電話の竹内都子、5月13日放送分でスネ夫のママ役に高山みなみ、5月27日放送分で出木杉役にテレビ朝日アナウンサーの萩野志保子、6月3日放送分でジャイ子役に山崎バニラ、7月15日放送分で神成役に宝亀克寿がそれぞれ登板。
- 4月17日 - 交響詩篇エウレカセブン（MBS・TBS）放送開始。
- 5月22日 - 雪の女王（NHK総合）放送開始。監督は、「あしたのジョー」などで知られる出崎統。
- 6月29日 - 9月27日 - かみちゅ!（テレビ朝日）放送。尾道をモデルとした街に住む、ある日突然神様になってしまった女子中学生の生活を描く。平成17年度(第9回)文化庁メディア芸術祭アニメーション部門優秀賞受賞
- 10月4日 - アニマル横町（テレビ東京）放送開始。
- 10月8日 - BLOOD+（MBS・TBS）放送開始。
- 10月19日 - まんが日本昔ばなし（MBS・TBS）、11年ぶりに放送が始まる。初期の作品をハイビジョンでデジタルリマスターして制作・放送。
- 「UHFアニメ」に分類されるアニメが前年同様増加傾向に。中には「バジリスク 〜甲賀忍法帖〜」「プレイボール」「地獄少女」など、これまでのUHFアニメと一線を画す作品も放送。
- 10月20日、11月3日、11月4日、12月10日、「ローゼンメイデン トロイメント」TBSで放送。

### その他のテレビアニメ
1月
- まじかるカナン
- デジタルモンスター X-evolution
- らいむいろ戦奇譚X 〜愛、教ヘテクダサイ。〜
- スターシップ・オペレーターズ
- ジンキ・エクステンド
- Xenosaga THE ANIMATION
- AIR
- ああっ女神さまっ
- アークエとガッチンポー てんこもり
- ピーチガール
- 魔豆奇伝パンダリアン
- 好きなものは好きだからしょうがない!!
- ギャラリーフェイク
- ウィッチ ヴィレッジ ストーリー
- UG☆アルティメットガール
- まほらば ～Heartful days～
- B-伝説! バトルビーダマン 炎魂
- だめっこどうぶつ
- サムライチャンプルー セカンドステージ
- GIRLSブラボー second season

2月
- BUZZER BEATER
- 増田こうすけ劇場 ギャグマンガ日和

3月
- 鋼の錬金術師 もうひとつの物語
- 留守電アワー SODANブラザーズ
- ゴキブリちゃん
- せかいのえほん

4月
- こいこい7
- 今日からマ王! セカンド・ステージ
- ふしぎ星の☆ふたご姫
- 英國戀物語エマ
- IZUMO -猛き剣の閃記-
- おねがいマイメロディ
- MÄR-メルヘヴン-
- クレイアニメ 太鼓の達人
- うえきの法則
- 創聖のアクエリオン
- こみっくパーティー Revolution
- EREMENTAR GERAD
- ガラスの仮面
- いちご100%
- 甲虫王者ムシキング 森の民の伝説
- アイシールド21
- 極上生徒会
- フタコイ オルタナティブ
- LOVELESS
- これが私の御主人様
- スピードグラファー
- おでんくん
- 機獣創世記ゾイドジェネシス
- NODDY
- 勇者王ガオガイガーFINAL -GGG-
- ハチミツとクローバー
- わがまま☆フェアリー ミルモでポン! ちゃーみんぐ
- トリニティ・ブラッド

5月
- 新釈 眞田十勇士
- 絶対少年

6月
- パタリロ西遊記!
- ななみちゃん 第2シリーズ

7月
- あまえないでよっ!!
- 機動新撰組 萌えよ剣
- シュガシュガルーン
- D.C.S.S. 〜ダ・カーポ セカンドシーズン〜
- おくさまは女子高生
- 奥さまは魔法少女
- ぱにぽに だっしゅ!
- ガン×ソード
- あかほり外道アワーらぶげ 絶対主義ラブフェロモンVSそれゆけ!外道乙女隊
- 涼風
- タイドライン・ブルー
- SHUFFLE!
- ぺとぺとさん
- フルメタル・パニック! The Second Raid
- 苺ましまろ
- ルパン三世 天使の策略 〜夢のカケラは殺しの香り〜
- プレイボール

8月
- 強殖装甲ガイバー
- ほとり〜たださいわいを希う。〜

10月
- ロックマンエグゼBEAST
- 韋駄天翔
- 格闘美神 武龍
- 魔法少女リリカルなのはA's
- Canvas2 〜虹色のスケッチ〜
- はっぴぃセブン 〜ざ・テレビまんが〜
- エンジェル・ハート
- ToHeart2
- Capeta
- 闘牌伝説アカギ 〜闇に舞い降りた天才〜
- CLUSTER EDGE
- ガンパレード・オーケストラ
- 灼眼のシャナ
- ARIA The ANIMATION
- IGPX -Immortal Grand Prix-
- こてんこてんこ
- 冒険王ビィト エクセリオン
- BLACK CAT
- 舞-乙HiME 乙女の放課後
- SoltyRei
- ラムネ
- 銀盤カレイドスコープ
- ノエイン もうひとりの君へ
- パラダイス・キス
- 蟲師

11月
- 銀牙伝説WEED
- かりん
- ガイキング LEGEND OF DAIKU-MARYU

12月
- ディノブレイカー
- MAJOR 2nd season
- 聖闘士星矢 冥王ハーデス冥界編 前章
- 蒼穹のファフナー -RIGHT OF LEFT-

## 特別番組
| 1月1日 元日 4月5日 9月28日                                                                                      | 最強の男は誰だ!壮絶筋肉バトル!!スポーツマンNo.1決定戦（TBS）                                               |
| 1月1日 | 第38回初詣!爆笑ヒットパレード2005（フジテレビ）                                                            |
| 1月1日 | 平成あっぱれ開運祭!!チョー縁起いいTV!（日本テレビ）                                                        |
| 1月1日 | 志村&所の戦うお正月（テレビ朝日・朝日放送）                                                                |
| 1月3日（復活特番） 9月23日（再復活特番）                                                                        | 芸能人格付けチェック（ABC）                                                                                |
| 1月3日 4月5日 10月7日                                                                                           | ウンナン極限ネタバトル! ザ・イロモネア 笑わせたら100万円SP（TBS）                                          |
| 1月3日 | 夢対決!とんねるずのスポーツ王は俺だ!スペシャル2005（テレビ朝日）                                           |
| 1月4日 7月20日 12月30日                                                                                         | SASUKE（TBS）                                                                                              |
| 1月4日 | 史上空前!! 笑いの祭典 ザ・ドリームマッチ'05（TBS）                                                         |
| 1月4日 3月29日 10月5日                                                                                          | 志村けんのバカ殿様（フジテレビ）                                                                           |
| 1月4日 3月26日                                                                                                  | 中居正広スポーツ革命（テレビ朝日）                                                                         |
| 1月5日 3月14日 9月26日                                                                                          | デッドエイジ（フジテレビ系）                                                                               |
| 1月8日 5月7日                                                                                                   | 欽ちゃん&香取慎吾の新!仮装大賞（日本テレビ）                                                               |
| 2月18日 | ウンナン史上最大指令 東京横断IQバトル（TBS）                                                               |
| 3月22日 7月18日 10月3日                                                                                         | ものまねバトル（日本テレビ）                                                                               |
| 3月28日 | 島田紳助が芸能界の厳しさ教えます! 恋の告白スペシャル!!（読売テレビ）                                       |
| 4月1日 9月30日                                                                                                  | オールスター赤面申告!ハプニング大賞2005（TBS）                                                             |
| 2004年10月2日 2005年3月20日（再放送） 2005年4月2日 2005年6月4日（再放送） 2005年10月1日 2005年12月3日（再放送） | オールスター感謝祭'05（TBS）                                                                               |
| 4月1日 | 世界の浜田プロジェクト（ABC）                                                                              |
| 4月5日 9月20日 12月27日                                                                                         | 爆笑そっくりものまね紅白歌合戦スペシャル（フジテレビ）                                                     |
| 4月8日 9月30日 12月29日                                                                                         | 史上最強のメガヒット カラオケBEST100 完璧に歌って1000万円（テレビ朝日）                                    |
| 4月19日 6月8日                                                                                                  | 超豪華共演!堺正章&井上順の歌って笑って生放送!時代を飾ったあの名曲たち（フジテレビ）                        |
| 6月7日 11月29日                                                                                                 | アイアン主婦グランプリ芸能人妻No.1決定戦（カスペ!、東海テレビ）                                            |
| 8月23日 | ファイト特別編（NHK）                                                                                      |
| 9月2日 | ライオンスペシャル 第25回全国高等学校クイズ選手権（日本テレビ）                                            |
| 9月17日〜 12月1日                                                                                               | あなたと作る時代の記録 映像の戦後60年（NHKBS2、BSハイビジョン）                                            |
| 9月25日 | 島田紳助が芸能界の厳しさ教えます! 芸能人だって恋愛したいスペシャル!!（読売テレビ）                         |
| 10月2日 | 中居正広のテレビ50年名番組だョ!全員集合笑った泣いた感動したあのシーンをもう一度夢の総決算スペシャル（TBS） |
| 10月8日 | あなたも歌わずにいられない!時代を超えた永遠のJポップ名曲集（TBS）                                          |
| 10月11日 | 日本のシンドラー杉原千畝物語 六千人の命のビザ（ドラマ・コンプレックス）                                    |
| 11月1日 | ニッポン列島緊急特番ザふるさとランキング格付けスペシャル（カスペ!）                                        |
| 11月30日 | 1億3000万人が選ぶ!ベストアーティスト（日本テレビ）                                                         |
| 12月5日 | ウメ子（TBS）                                                                                              |
| 12月7日 | 2005 FNS歌謡祭（フジテレビ）                                                                               |
| 12月9日 | 金曜エンタテイメント桜の花の咲く頃に（北海道別海高等学校）                                                 |
| 12月10日 12月17日 2006年9月30日（再放送） 2006年10月7日（再放送）                                               | クライマーズ・ハイ（NHK）                                                                                  |
| 12月12日 | 主治医が見つかる診療所                                                                                     |
| 12月17日 | 発表!第38回日本有線大賞（TBS）                                                                             |
| 12月17日 | スタートライン〜涙のスプリンター〜                                                                         |
| 12月19日 | 限界アンタッチャブル                                                                                       |
| 12月20日 | マトモニンゲン!?YES・NO!                                                                                   |
| 12月23日 | 椎名誠のでっかい旅!                                                                                        |
| 12月23日 | ロンドンブーツXマス（テレビ朝日）                                                                          |
| 12月24日 | 明石家サンタの史上最大のクリスマスプレゼントショー（フジテレビ）                                           |
| 12月25日 | さんま&SMAP!美女と野獣のクリスマススペシャル'05（日本テレビ）                                              |
| 12月25日 | M-1グランプリ2005（ABC朝日放送）                                                                           |
| 12月26日 | うぶらぶ                                                                                                   |
| 12月26日 | ドランクドラゴンの天才D!                                                                                   |
| 12月26日 | トーキョーアースダイビング                                                                                 |
| 12月27日 | せとうち歌謡祭                                                                                             |
| 12月27日 | 麺王（TBS）                                                                                                |
| 12月27日 | チルド・レンズ                                                                                             |
| 12月27日 | 密室トークバラエティー リンクIII                                                                           |
| 12月28日 | 徳光・中居の体育会系スポーツ大忘年会（日本テレビ）                                                         |
| 12月28日 | 緊急指令!24（日本テレビ）                                                                                  |
| 12月28日 | しゃべる大走査線ホンマ刑ッ事スペシャル                                                                     |
| 12月29日 | |
| FBI捜査官最強の千里眼                                                                                           | |
| キオクス!笑う記憶術（TBS）                                                                                      | |
| いきなり。芸人伝説。（テレビ朝日）                                                                              | |
| 12月30日 | マチャミの日本ガキニュース                                                                                 |
| 12月30日 | 日本の宿題（テレビ朝日）                                                                                   |
| 12月30日 | ハンサム3（毎日放送）                                                                                      |
| 12月30日 | 100円で地球を変えちゃうゾ!SP（テレビ東京）                                                                 |
| 12月30日 | 女王様ノ悪戯〜ディアボロスノ方程式（テレビ東京）                                                           |
| 12月30日 | 芸能人感覚検証バラエティー バラズレ!                                                                       |
| 12月30日 | 島田紳助の人間観察劇場                                                                                     |
| 12月30日 | スポーツ美女と野獣                                                                                         |
| 12月31日 大晦日                                                                                                 | 年忘れ吉本オーケストラ                                                                                     |
| 12月31日 大晦日                                                                                                 | ピン子のウィークエンダー（日本テレビ）                                                                     |
| 12月31日 大晦日                                                                                                 | 今田リビング                                                                                               |
| 12月31日 大晦日                                                                                                 | 輝け!今夜決定2005年お笑いネタのグランプリ（日本テレビ）                                                    |
| 12月31日 大晦日                                                                                                 | 敵か?味方か!?2005年噂の二人の関係大清算クイズスペシャル（テレビ東京）                                      |
| 12月31日 大晦日                                                                                                 | ナイナイの夢と笑いが丸い地球を救うのだ（日本テレビ）                                                       |
| 12月31日 大晦日                                                                                                 | ふくざわ亭                                                                                                 |